# Frédéric Dindeleux
Frédéric Dindeleux (ur. 16 stycznia 1974 w Lille) – francuski piłkarz, grający na pozycji środkowego obrońcy.

## Kariera klubowa
Frédéric Dindeleux zaczynał w Lille OSC. Zadebiutował tam 10 września 1993 roku w meczu przeciwko AS Monaco, przegranym 1:0. W debiutanckim sezonie rozegrał 6 spotkań. Pierwszą bramkę strzelił 25 listopada 1994 roku w spotkaniu przeciwko Le Havre AC, zremisowanym 1:1. Frédéric Dindeleux dał prowadzenie swojej drużynie w 74. minucie. Łącznie z Lille rozegrał 127 ligowych meczów i strzelił 4 bramki.
1 lipca 1999 roku przeniósł się do szkockiego Kilmarnock FC. Zadebiutował tam 30 lipca 1999 roku w meczu przeciwko Rangers FC, przegranym 2:1. Pierwszą bramkę strzelił 3 marca 2000 roku w meczu przeciwko Dundee FC. Frédéric Dindeleux strzelił gola na 2:0 w 56. minucie meczu. Łącznie w lidze szkockiej rozegrał 179 meczów i strzelił 5 goli.
12 lipca 2005 roku trafił do SV Zulte Waregem. W Belgii zadebiutował 14 sierpnia 2005 roku w starciu przeciwko Standard Liège, przegranym 1:2. Pierwszą bramkę strzelił 16 kwietnia 2006 roku w meczu przeciwko Sporting Lokeren, zremisowanym 1:1. Frédéric Dindeleux strzelił gola na 1:1 w 83. minucie. W 2006 roku zdobył z tym klubem Puchar Belgii. Łącznie w Waregem rozegrał 65 meczów i strzelił 2 gole.
1 lipca 2008 roku został zawodnikiem KV Oostende. Zadebiutował tam 13 sierpnia 2008 roku w spotkaniu przeciwko RFC Tournai, zremisowanym 3:3. W tym klubie rozegrał łącznie 28 meczów (w tym jeden nieligowy).
1 lipca 2009 roku podpisał kontrakt z KMSK Deinze. Zadebiutował tam 27 października 2009 roku w meczu pucharowym przeciwko Beerschot AC, przegranym 3:0. W tym klubie rozegrał łącznie 4 spotkania (2 ligowe).
1 lipca 2012 roku zakończył piłkarską karierę.